# 埃夫耶尼奥斯·季米特里奥斯·卡尔佩里斯
埃夫耶尼奥斯·季米特里奥斯·卡尔佩里斯（羅馬化：Evgenios-Dimitrios Kalpyris，1966年—），希臘外交官，2022年12月起任希臘共和國駐中華人民共和國大使。

## 經歷

### 教育背景
- 希腊塞萨洛尼基亚里士多德大学法學學士、碩士、博士[2]

### 工作經歷
- 1990年至1998年：律师，希腊律师协会成员
- 1993年4月至1996年1月：欧盟、欧洲安全与合作组织对南斯拉夫实施联合国制裁协调员顾问，布鲁塞尔
- 1996年1月至1997年6月：服兵役，第80旅和第2集团军指挥官国际法和国际关系事务顾问
- 1998年10月至12月：黑海经济合作组织秘书长顾问，伊斯坦布尔
- 1998年6月至1999年12月：希腊外交部黑海经济合作组织司司务员，雅典
- 1999年12月至2000年9月：希腊外交部欧盟共同外交和安全政策司欧洲副特派员，雅典
- 2000年9月至2003年8月：希腊驻华大使馆政治处，领事处负责人
- 2003年9月至2007年8月：希腊驻美国大使馆（英语：Embassy of Greece, Washington, D.C.），政治处
- 2007年9月至2012年1月：希腊外交部欧盟共同外交和安全司副司长；希腊外交部共同安全和国防政策处处长，雅典，使馆一等参赞
- 2012年1月至2015年11月：希腊驻上海总领事
- 2015年11月至2019年8月：希腊驻沙特阿拉伯吉达总领事
- 2017年6月至2019年8月：希腊驻伊斯兰合作组织特使，吉达
- 2019年8月至2022年12月：希腊外交部联合国、国际组织和会议司，自2021年9月起任司长，雅典[2]
- 2022年12月8日抵华，22日递交国书副本。[3][4]

### 其他
2014年8月作为百名火炬手之一，参加了南京第二届青年奥林匹克运动会火炬传递。

## 著作
- 《欧洲共同体在巴尔干地区的商业和经济政策》（Οι Εμπορικές και Οικονομικές Πολιτικές των Ευρωπαϊκών Κοινοτήτων στα Βαλκάνια），1944年
- 《联合国对南斯拉夫冲突的制裁》（Les sanctions des Nations Unies dans le conflit de l’ex Yougoslavie），1995年
- 《联合国非武力制裁》（Οι Κυρώσεις των ΗΕ που δεν ενέχουν τη χρήση ένοπλης βίας），2000年
- 《如何通过外交部录用考试指南》（Οδηγός για τις Εξετάσεις του Υπουργείου Εξωτερικών），2000年

## 其他
卡尔佩里斯通晓希腊语、英语、法语和汉语。